# Xavier García Gadea
Xavier García Gadea (Barcelona, 5 de enero de 1984 - ) es un jugador hispanocroata de waterpolo.

## Biografía
Xavier García ha sido internacional con la selección española de waterpolo en numerosas ocasiones desde su primera vez en el 1999. Desde 2016 es internacional con la selección croata.

## Clubes
- UE Horta ( España)
- Club Natació Barcelona ( España)
- Club Natació Terrasa ( España)
- Club Natació Atlètic Barceloneta ( España)
- Primorje Rijeka ( Croacia)
- V.K.JUG ( Croacia)

## Títulos
Como jugador de club
- Seis Copas del Rey (España) (2002, 2003, 2007, 2008, 2009, 2010)
- Siete Ligas de España (2002, 2004, 2005, 2007, 2008, 2009, 2010)
- Cuatro Supercopas de España (2006, 2007, 2008, 2009)
- Una Copa LEN (2004)
- Ocho Copas Croata (2012, 2013, 2014, 2015,2016,2017, 2018, 2019)
- Seis Ligas Adriáticas (2013, 2014, 2015, 2016,2017, 2018)
- Siete Ligas Croatas (2014, 2015, 2016,2017, 2018, 2019,2020)
- Una Copa de Europa (2016)

Como jugador de la selección croata
- 5º en los Juegos Olímpicos de Tokio 2021
- 4º Campeonato de Europa de Budapest 2020
- 3º Campeonato del Mundo de Wuangyou 2019
- 2º Liga Mundial de Belgrado 2019
- 2º LEN Europa Cup de Zagreb 2019
- 3º Campeonato de Europa de Barcelona 2018
- Oro LEN Europa Cup de Rijeka 2018
- Oro en el Campeonato del Mundo en Budapest 2017
- 3º en la Liga Mundial de Moscú 2017
- 2º (medalla de plata) en las olimpiadas de Río de Janeiro 2016

Como jugador de la selección española
- 7 en el Campeonato de Europa de Budapest 2014
- 5 en el Campeonato del Mundo de Barcelona 2013
- 6º en los Juegos Olímpicos de Londres 2012
- Plata en la Copa del Mundo de Almaty 2012
- 7º Campeonato de Europa Eindhoven de 2012
- 5º en el Campeonato del Mundo de Shanghái de 2011
- Plata en el Campeonato del Mundo de Roma 2009
- Plata en los Juegos del Mediterráneo Pescara 2009
- 5º en los Juegos Olímpicos de Pekín  2008
- 7º en el Campeonato de Europa de Málaga de 2008
- Bronce en el Campeonato del Mundo de Melbourne de 2007
- Bronce en el Campeonato de Europa de Belgrado de 2006
- Bronce en la Copa del Mundo Budapest 2006
- Plata en la Liga Mundial Atenas 2006
- Oro en los juegos del Mediterráneo .Almería 2005
- 5º Campeonato del Mundo. Montreal 2005
- 6º en los Juegos Olímpicos de Atenas 2004
- 5º en los Campeonatos del Mundo Barcelona 2003
- 5º en los Campeonatos de Europa Kranj 2003
- Oro en los Juegos del Mediterráneo Túnez 2001
- 5º en los Campeonatos del Mundo Júnior Estambul 2001
- 4º en los Campeonatos de Europa Júnior Lünen 2000